# Грей, Джордж (лыжник)
Джордж Грей (англ. George Grey; род. 22 июля 1979, Лондон) — канадский лыжник, участник двух Олимпиад. Специалист по длинным дистанциям.
В Кубке мира Грей дебютировал в 2001 году, в декабре 2007 года единственный раз попал в тройку лучших на этапе Кубка мира, в командном спринте. Кроме подиума, на сегодняшний день имеет на своём счету 2 попадания в десятку лучших на этапах Кубка мира, так же в командных соревнованиях. В личных соревнованиях не поднимался выше 16-го места. Лучшим достижением Грея в общем итоговом зачёте Кубка мира является 85-е место в сезоне 2008-09.
На Олимпиаде-2006 в Турине показал следующие результаты: 15 км — 31-е место, масс-старт 50 км — 44-е место, дуатлон 15+15 км — 25-е место, эстафета — 11-е место, командный спринт — 11-е место.
На Олимпиаде-2010 в Ванкувере стартовал в четырёх гонках: 15 км — 29-е место, масс-старт 50 км — 18-е место, дуатлон 15+15 км — 8-е место, эстафета — 7-е место.
За свою карьеру принимал участие в четырёх чемпионатах мира, лучший результат — 5-е место в эстафете на чемпионате-2009.
Использует лыжи производства фирмы Fischer, ботинки и крепления Salomon.